# Achter Hugenottenkrieg
Der achte Hugenottenkrieg (auch Krieg der drei Heinriche) von 1585 bis 1598 war der letzte und längste der Hugenottenkriege. Heinrich von Navarra, ursprünglich ein Hugenotte, setzte sich nach dem Aussterben des Königshauses der Valois als König Heinrich IV. von Frankreich durch. Der Krieg war ab 1588 auch ein internationaler Konflikt, der in Wechselwirkung mit dem Freiheitskampf der Niederlande und dem englisch-spanischen Seekrieg zwischen Elisabeth I. von England und Philipp II. von Spanien stand, und in dem Frankreich sich trotz des Bürgerkriegs gegen Spanien behauptete. 

## Erster bis siebter Hugenottenkrieg
Die französischen Bürgerkriege zwischen 1562 und 1580, waren außer in der Zeit 1572–1573 eher politische als militärische Manöver und blieben ohne größere Einmischung des Auslands. Katharina von Medici führte für ihre minderjährigen oder nur sporadisch aktiven Söhne Karl IX. und Heinrich III. in zähen Verhandlungen politische Kompromisse herbei. Dies misslang ihr jedoch im Jahr 1572, als der hugenottische Adel in Paris zur Hochzeit ihrer Tochter Margarete von Valois mit dem jungen hugenottischen Prinzen Heinrich von Navarra eingeladen war, dann aber in der sogenannten Bartholomäusnacht massakriert wurde. Im folgenden vierten Hugenottenkrieg 1572–1573 wurden die führerlosen Hugenotten durch die vereinigten katholischen und königlichen Truppen nahezu vernichtet. Letztendlich wurden den Hugenotten in den jeweiligen Friedensschlüssen eine beschränkte Toleranz und einige wenige Sicherheitsplätze zugestanden. Ab 1576 stieg Heinrich von Navarra zum unumstrittenen Führer der Hugenotten auf. Die Hugenotten machten damals etwa 10 % der französischen Bevölkerung aus. Sie wurden in den Hugenottenkriegen im Wesentlichen in den Süden Frankreichs abgedrängt.

## Thronfolge Heinrichs von Navarra
Heinrich von Navarra wurde 1584 Thronfolger, da der Bruder von Heinrich III. von Frankreich starb und der König selbst auch keine Söhne hatte. Heinrich von Navarra wurde bedrängt, zu konvertieren, lehnte dies jedoch ab. Herzog Heinrich I. von Guise organisierte daraufhin im Jahr 1585 die sogenannte Katholische Liga, schloss ein Bündnis mit Spanien und dem Papst und entmachtete den König Heinrich III. Er war aber klug genug, diesem die formale Königswürde zu belassen.

## Verlauf des achten Hugenottenkrieges
Dieser Konflikt ist auch als „der Krieg der drei Heinriche“ bekannt (Heinrich von Navarra, Heinrich von Guise und König Heinrich III.). Der isolierte Heinrich von Navarra setzte 1585–1588 seinen geschickten politischen und militärischen Abwehrkampf der Jahre 1576–1585 fort, nahm persönlich an allen Kämpfen teil und gewann wachsendes Ansehen und zunehmende Popularität. Als Heinrich III. 1588 aus Paris fliehen musste, bestellte er die Brüder Guise (die Führer der katholischen Liga), denen er Verrat vorwarf, an den Königshof nach Blois und ließ sie von der königlichen Leibgarde ermorden. Diese Morde führten zum Aufstand von Paris. Dem König blieb nur das Bündnis mit Heinrich von Navarra. Bei der gemeinsamen Belagerung von Paris wurde Heinrich III. am 1. August 1589 von dem Dominikaner Jacques Clément ermordet.
Heinrich von Navarra wurde als Heinrich IV. neuer König von Frankreich, ohne aber von den meisten Katholiken anerkannt zu werden. Im Jahr 1590 kamen von den Niederlanden aus operierende spanische Truppen der bedrängten Liga zu Hilfe, diskreditierten aber gleichzeitig die Liga. Der zu schwache Heinrich IV. musste zuerst die Belagerung von Paris (1590), dann die Belagerung von Rouen (1591) abbrechen. 1593 stand Heinrich IV. jedoch erneut vor Paris; in dieser Situation konvertierte er zum Katholizismus, worauf Paris zu ihm überging. 1594 wurde Heinrich IV. gekrönt. Nach und nach zog er alle noch opponierenden katholischen Adeligen auf seine Seite, und 1598 schlossen Frankreich und Spanien einen Erschöpfungsfrieden, den Frieden von Vervins, der die früheren Regelungen des Friedens von Cateau-Cambrésis aus dem Jahr 1559 bestätigte.

## Edikt von Nantes
Das Edikt von Saint Germain-en-Laye, in dem  Katharina von Medici 1562 den Hugenotten Konfessionsfreiheit gewährte, wurde im Edikt von Nantes vom April 1598 bestätigt; die traumatisierten Hugenotten erhielten zusätzlich etwa 100 Sicherheitsplätze, deren Besatzungen vom König besoldet wurden. Diese Zugeständnisse wurden von den königlichen Nachfolgern dann im Laufe des 17. Jahrhunderts zurückgenommen.